# Forbidden (album)
Forbidden je osmnácté studiové album britské heavymetalové skupiny Black Sabbath, které vyšlo roku 1995.
Jde o opětovné sjednocení sestavy z dob alba Tyr z roku 1990, kdy se vrátili Neil Murray a Cozy Powell. Na 18 let se toto album stalo posledním studiovým albem od Black Sabbath.

## Seznam skladeb
Všechny texty, napsal Tony Martin, pokud není uvedeno jinak, hudbu složili Black Sabbath.
| Pořadí | Název                  | Autor         | Délka |
| ------ | ---------------------- | ------------- | ----- |
| 1.     | The Illusion of Power  | Martin, Ice T | 4:51  |
| 2.     | Get a Grip             |               | 3:58  |
| 3.     | Can't Get Close Enough |               | 4:27  |
| 4.     | Shaking Off the Chains |               | 4:02  |
| 5.     | I Won't Cry for You    |               | 4:47  |
| 6.     | Guilty as Hell         |               | 3:27  |
| 7.     | Sick and Tired         |               | 3:29  |
| 8.     | Rusty Angels           |               | 5:00  |
| 9.     | Forbidden              |               | 3:47  |
| 10.    | Kiss of Death          |               | 6:06  |

### Bonusy
Japonské vydání obsahovalo bonus:
1. "Loser Gets It All" – 2:55

## Sestava
- Tony Martin – zpěv
- Tony Iommi – kytara
- Neil Murray – baskytara
- Cozy Powell – bicí
- Geoff Nicholls – klávesy